# Envoz
Envoz est un hameau de la commune de Héron, en province de Liège (Région wallonne de Belgique).
Avant la fusion des communes de 1977, Envoz faisait partie de la commune de Couthuin.

## Situation
Ce hameau de Hesbaye se situe à proximité du centre du village de Couthuin (Fond de Couthuin). Il avoisine aussi les localités de Longpré et Lamalle faisant toutes deux partie de la commune de Wanze.

## Patrimoine
Bien que de taille réduite, le hameau possède un patrimoine bâti remarquable constitué en outre de plusieurs fermes et châteaux anciens . On peut citer :
- Le château de Potesta appelé aussi château d'Envoz construit vers 1712 par le maître-maçon de Huy Jean Jérôme.
- Le château d'Envoz est composé en fait de plusieurs bâtiments dont le principal comporte six travées et trois niveaux recouverts de lierre. Le bâtiment voisin possède une tour carrée en brique. Un grand domaine arboré entoure la propriété.
- Le château Blanc de style néo-classique.
- La ferme du Château avec son porche surmonté d'un pigeonnier.
- La ferme des Quatre Chemins.
- La ferme des Croisiers, propriété du couvent de l'ordre des Croisiers de Huy depuis le début du XVIIe siècle, possède une tour défensive carrée.
- La ferme de la Chapelle.
- La chapelle Saint Pierre bâtie à la fin du XIXe siècle d'après les plans de l’architecte hutois Jean-Lambert Blandot-Graye. Elle est entourée par le cimetière.
- La borne potale du Vî Bon Dju d'Gibloû (Vieux Bon Dieu de Gembloux) était un lieu de pèlerinage.

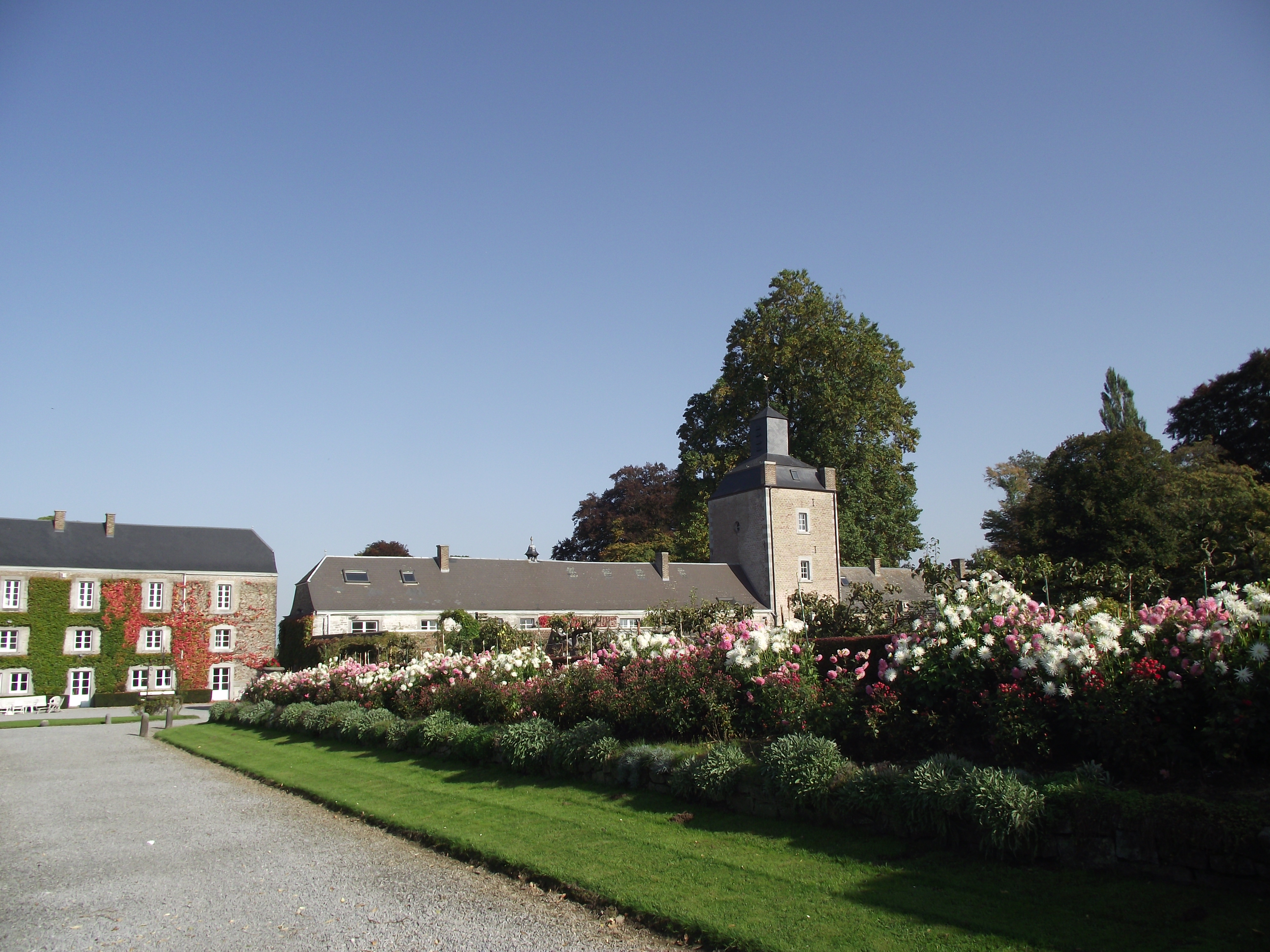
Château d'Envoz
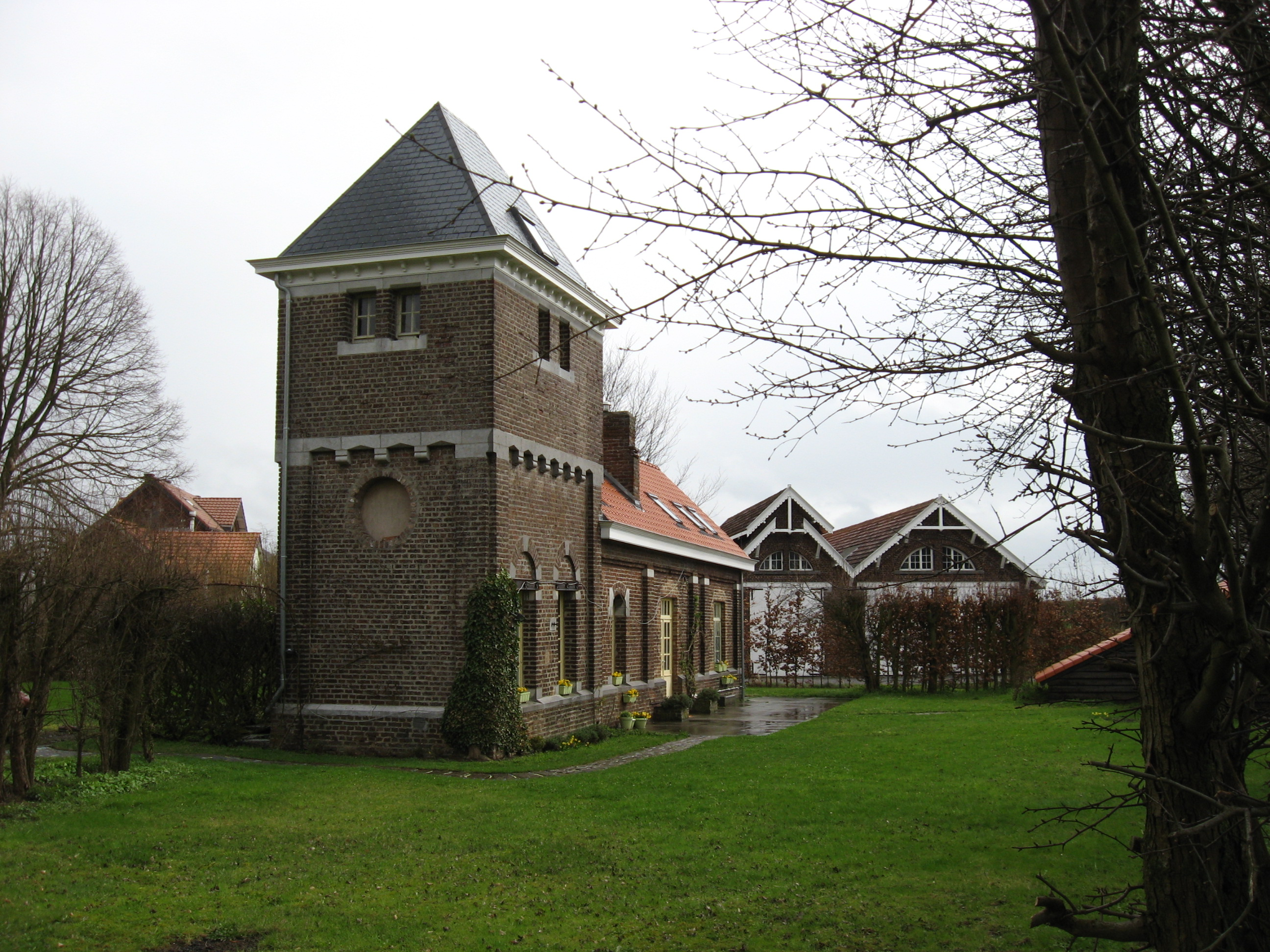
Ancienne station vicinale d'Envoz